# Sidonské panství
Sidonské panství (francouzsky Seigneurie de Sidon), později Sidonské hrabství (Comté de Sidon), bylo křižácké panství v Jeruzalémském království a podle Jana z Ibelinu bylo také z nich největší. Ve skutečnosti však největší nebylo. Mělo stejnou úroveň důležitosti jako jeho někteří sousedi, třeba Toron nebo Bejrút, z nichž někteří byli podvazaly (vazaly vazalů). Sidonské panství se nacházelo mezi určitými podvazalskými územími, která náležela Galilejskému knížectví – což poukazuje na to, že Galilejské knížectví mělo výjimečnou míru nezávislosti.

## Historie

Znak rodu Grenierů

Sidon byl dobyt účastníky norské křížové výpravy roku 1110 a byl předán Eustachovi I. Grenierovi. Panství se rozkládalo v přímořském pásu Středozemního moře mezi Tyrem a Bejrútem. V roce 1187 bylo dobyto Saladinem a v muslimských rukách zůstalo až do roku 1197. Ve 13. století Julian de Grenier své panství prodal templářskému řádu a později bylo po bitvě u Ajn Džalúd zničeno Mongoly a to, co z něj zbylo, dobyli Mamlúci. Jedním ze sidonských vazalů bylo také Panství Schuf.

## Seznam pánů ze Sidonu
- Eustach de Grenier (1110–1123)
- Gérard de Grenier (1123–1171)
- Renaud de Grenier (1171–1187)

Panství dobyto Saladinem, 1187–1197
- Renauld de Grenier (obnoveno, 1197–1202)
- Balian de Grenier (1202–1239)
- Julian de Grenier (1239–1260)
- Balian II. (titulárně)
- Phoebus de Lusignan (titulárně, 1460)
- Philippe de Lusignan (titulárně, 1460)

### Schufské panství
Panství Schuf bylo založeno kolem roku 1170 jako vazalské území k Sidonskému panství. Schuf mělo své správní centrum v Tyronské jeskyni. V roce 1256 ho Julian ze Sidonu prodal Řádu německých rytířů.
- Andrew ze Schufu (13. století)
- Jan ze Schufu (13. století)
- Julian ze Sidonu (polovina 13. století)

## Galerie

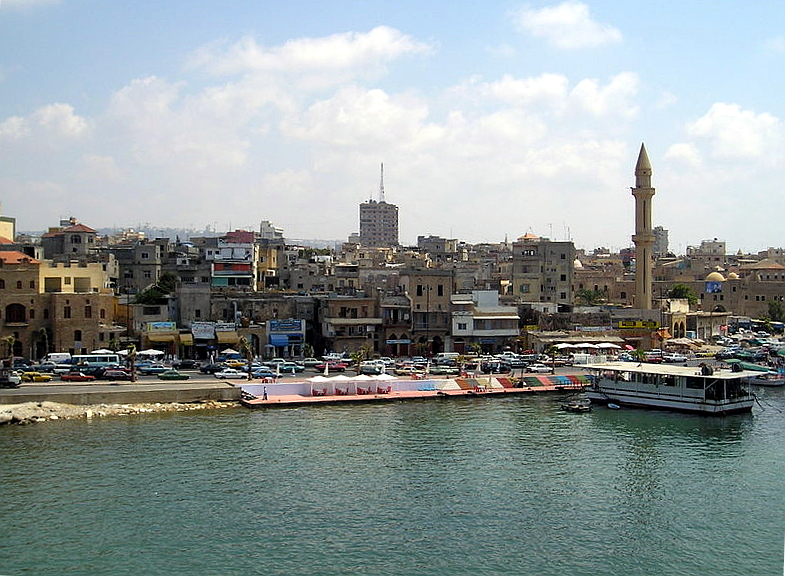
Pohled na staré město
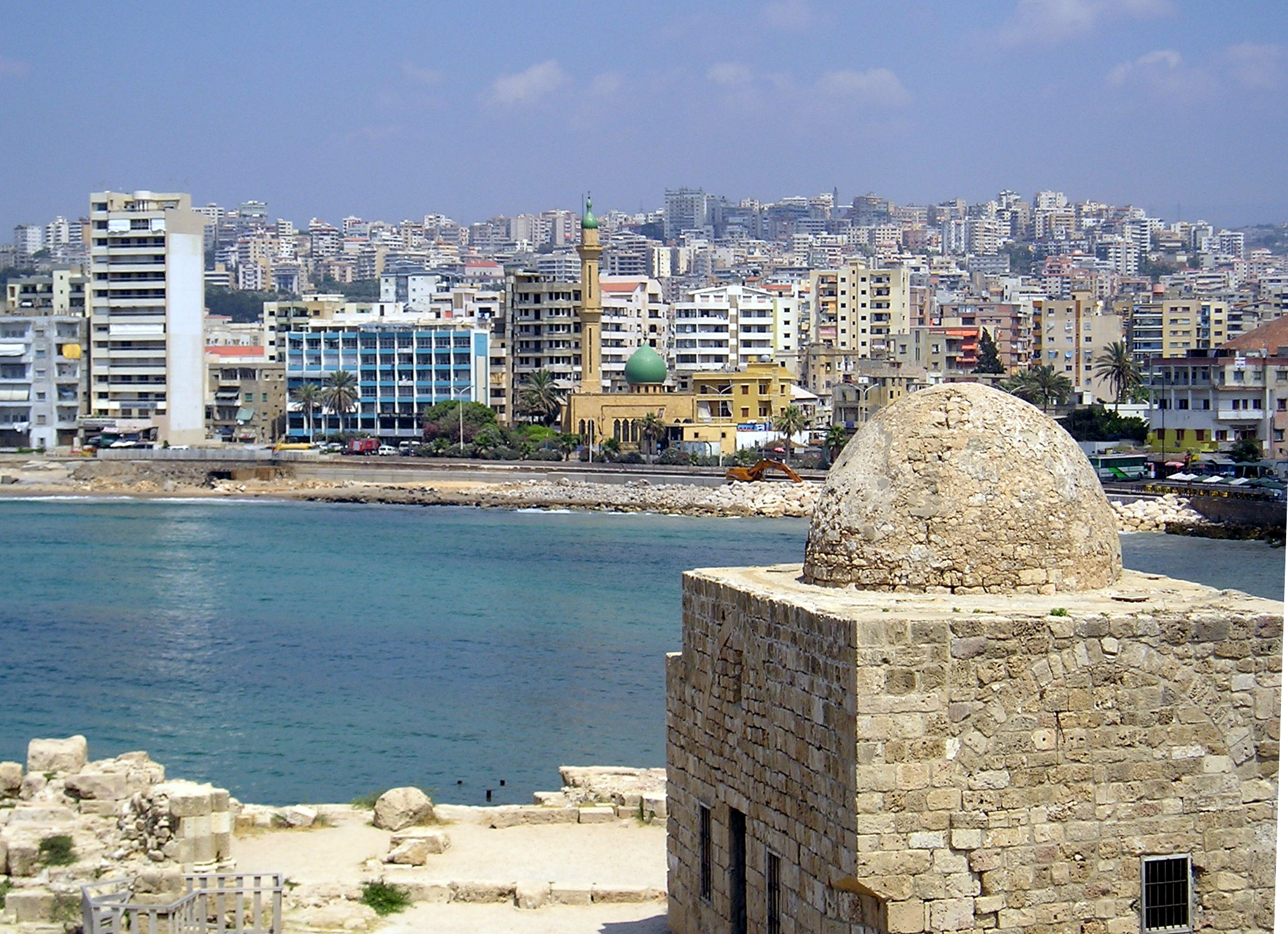
Pohled na nové město
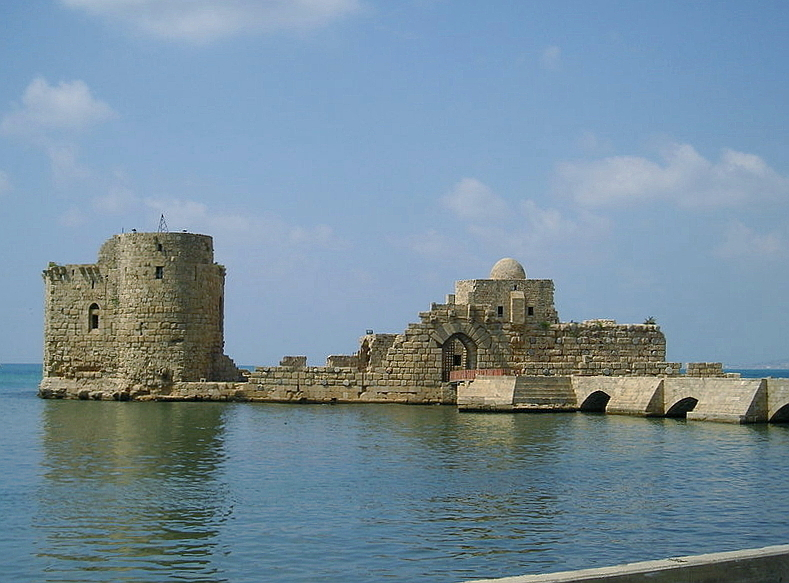
Mořský hrad
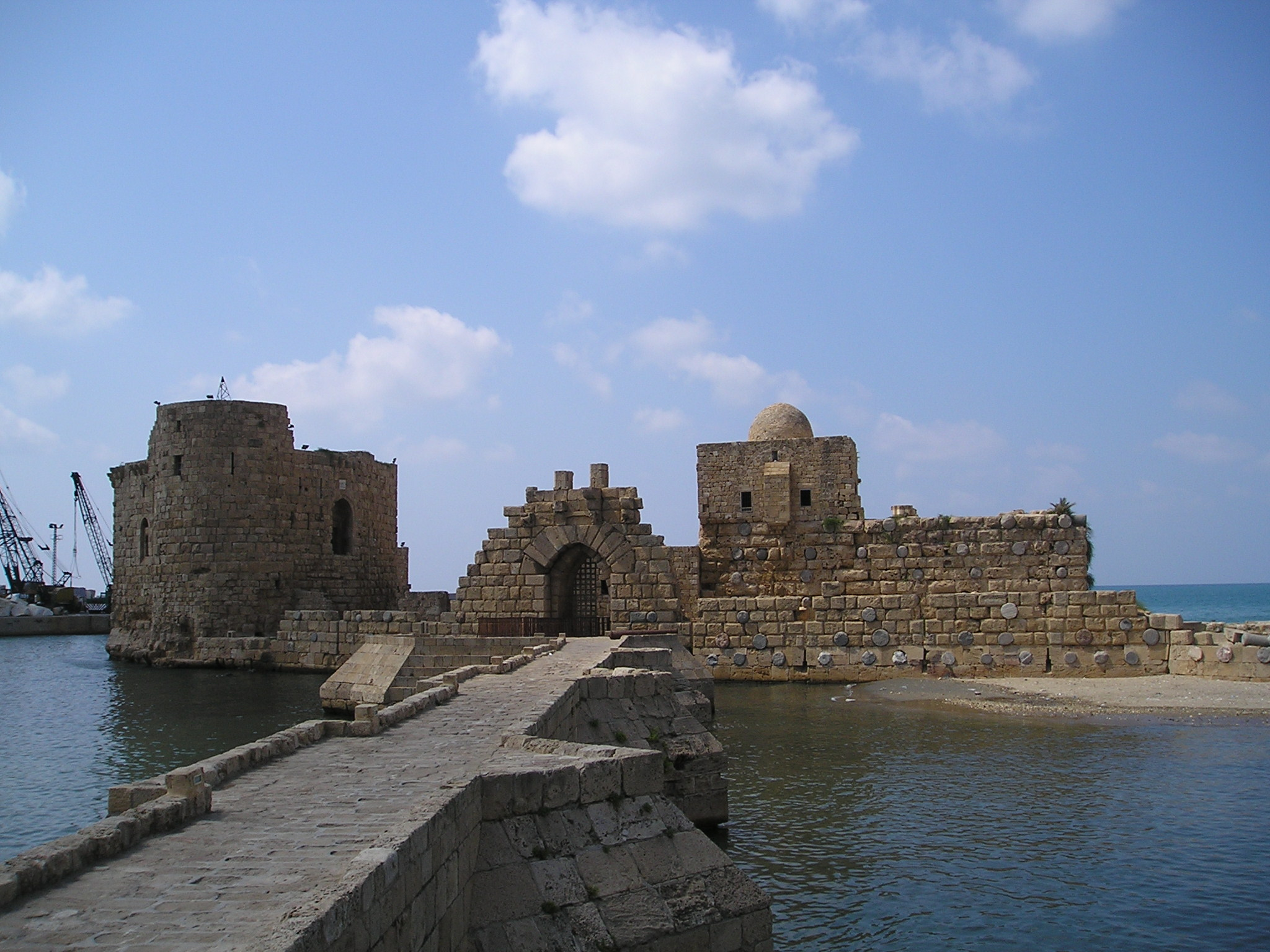
Mořský hrad